# IOS 26
iOS 26 è la diciannovesima versione del sistema operativo iOS, sviluppato da Apple. È stato annunciato alla Worldwide Developers Conference (WWDC) il 9 giugno 2025, lo stesso giorno è stata pubblicata la prima beta per gli sviluppatori. 
In iOS 26 è stata adottata l'interfaccia grafica Liquid Glass. Sono state ridisegnate le icone delle applicazioni (con una forte ispirazione ad Aqua) e le animazioni all'interno delle app della Apple o della schermata home, di blocco e centro controlli. 
A partire da questa versione, tutti i sistemi operativi Apple sono identificati con un numero corrispondente all'anno successivo al rilascio.

## Caratteristiche

### Interfaccia e nuove funzionalità del sistema
iOS 26 si distingue per un nuovo design, denominato Liquid Glass che crea nuovi effetti di trasparenza ed effetti vetrati. I riflessi di luce sui bordi delle icone e di tutti gli elementi dell'interfaccia grafica si muovono in tempo reale in base a come si orienta il telefono, proprio come se fossero materiali reali.

#### Personalizzazione della schermata home e di blocco
Tema Pulito: oltre ai temi Scuro, Chiaro e Tinteggiato, è possibile scegliere un nuovo tema "Clear" dove si ha il massimo effetto vetro possibile.
Le dimensioni dell'orario mostrato nella schermata di blocco è dinamica e la sua altezza può crescere o diminuire in base agli oggetti riconosciuti nello sfondo, se sono in basso o in alto, o anche in base alla pila di notifiche che sta crescendo dal basso (richiede iPhone 12 o modelli successivi).
Sfondo con effetto Scena Spaziale: quando si personalizza lo sfondo per la schermata di blocco si può applicare alla foto l'effetto "Scena Spaziale" che individua i soggetti presenti e applica un effetto 3D tale che muovendo il telefono sembra che escano dallo schermo.
I widget nella schermata di blocco ora possono essere posizionati anche in basso e non necessariamente in alto sotto l'orario.

#### Apple Intelligence
Apple Intelligence viene arricchita con Visual intelligence, che permette di usare l'intelligenza artificiale per cercare informazioni su qualsiasi elemento presente nello schermo, subito dopo aver effettuato uno screenshot. 
- Evidenzia per cercare: permette di cerchiare col dito sullo screenshot per cercare informazioni su un oggetto specifico.
- Chiedi e cerca: permette di fare una domanda su ciò che è contenuto nello screenshot.
- Riconoscitore di eventi: se lo screenshot contiene date, orari e informazioni relative a un evento, è possibile aggiungerlo direttamente al calendario.

La funzione di Image Playground per generare immagini ora supporta anche gli stili di ChatGPT.

#### Gestione della batteria
- Risparmio energetico adattativo: oltre alla classica modalità di risparmio energetico, si aggiunge una nuova modalità di risparmio energetico adattativo che è meno aggressiva e si può attivare prima. Infatti effettua soltanto dei piccoli aggiustamenti come abbassare leggermente la luminosità del display o rallentare le attività ma non blocca, a differenza del risparmio energetico tradizionale, tutte le attività in background.
- Tempo di carica: nella schermata di blocco e nelle Impostazioni viene ora indicato il tempo che il telefono impiegherà a caricarsi.
- Statistiche d'uso della batteria migliorate: per ciascun giorno, viene indicato se si è usata più batteria rispetto al solito (colore arancione), meno rispetto al solito o uguale al solito (colore blu). Per ciascuna app, viene indicato se ha inviato più notifiche rispetto al solito, se ha eseguito in background di più rispetto al solito e se si è usata di più rispetto al solito.

#### Accessibilità
- Lettore di Accessibilità: nuova modalità di lettura a livello di sistema progettata per rendere qualsiasi testo più facile da leggere per gli utenti che sono ciechi, hanno una bassa visione o altre disabilità che interessano la lettura.
- Accesso Braille: trasforma il telefono in uno strumento completo per prendere appunti in Braille, eliminando la necessità di ricorrere a dispositivi esterni dedicati e costosi. Permette di scrivere in Braille (sullo schermo o tramite display braille), fare calcoli con il codice Nemeth, leggere file Braille e controllare le app. Inoltre, offre trascrizioni in tempo reale visibili sul display Braille durante le conversazioni.[4]
- Tracciamento Testa: permette di controllare il puntatore sullo schermo seguendo i movimenti della testa e di eseguire azioni personalizzate in base ai movimenti facciali (alzare le sopracciglia, aprire la bocca, sorridere, fare l'occhiolino, tirare fuori la lingua, ecc.)
- Equalizzatore: è stato aggiunto un nuovo equalizzatore audio che consente di scegliere due modalità di regolazione automatica delle frequenze, "Comfort" e "Focus". Si trova nelle impostazioni di accessibilità > Audio ed effetti visivi.

#### Dettatura vocale
- Spelling di parole: è ora possibile inserire una parola di testo via voce facendo il suo spelling. Utile se la parola è complessa o non riconosciuta.

#### Always-On Display (AOD)
- Sfocatura sfondo dell'AOD: c'è una nuova impostazione che permette di avere la sfocatura (effetto blur) dell'immagine di sfondo dell'AOD.

#### Miglioramenti nelle Reti Wi-Fi
- Wi-Fi Aware: introdotto il supporto al nuovo standard Wi-Fi che consente a un dispositivo di scoprire altri dispositivi nelle vicinanze e comunicare con loro in modo sicuro senza usare una connessione Internet o un punto di accesso.
- Captive Assist: quando si accede a una rete Wi-Fi pubblica su un dispositivo Apple compilando un modulo Web, queste informazioni vengono automaticamente condivise con gli altri dispositivi Apple che si possiedono, facilitando così la connessione alla stessa rete.

#### Tastiera
- Descrizione delle emoji: quando si preme il tasto di un'emoji, sotto nella casella di ricerca appare la descrizione di quella emoji (es. faccina sorridente), così da essere certi di aver scelto quella giusta.

#### Istantanea schermo
Nelle Impostazioni generali è presente una nuova sezione per configurare gli screenshot.
- Anteprima a tutto schermo: nuova modalità di cattura screenshot che mantiene a tutto schermo la schermata appena catturata anziché ridurla a un'icona nell'angolo basso sinistro dello schermo.
- Formato HDR per gli screenshot: è possibile catturare gli screenshot anche come immagine in formato HDR.

#### Gestione eSIM
Trasferimento eSIM con Android: è ora possibile trasferire direttamente una eSIM da un iPhone a un dispositivo Android e viceversa senza dover richiedere il codice QR all'operatore telefonico.

### Novità delle app

#### Telefono
È stato introdotto un nuovo layout unificato opzionale, per chi vuole avere contatti preferiti, chiamate recenti e messaggi della segreteria in un'unica schermata.
- Screening delle chiamate: attivando questa funzione, all'arrivo di una chiamata da un numero che non è in rubrica, il telefono non squillerà ma risponderà per noi per cercare di capire se dall'altra parte c'è un essere umano o un robot di spam, chiedendo chi è e le ragioni per cui ha chiamato. Se non è considerata spam, la chiamata viene passata e il telefono squillerà.
- Assistente per l'attesa: all'arrivo di una chiamata è possibile rispondere poi mettere in attesa il chiamante per fare altro e informarlo con una notifica quando si è pronti per parlare.
- Traduzione dal vivo delle telefonate: all'arrivo di una chiamata è possibile attivare la traduzione in tempo reale della voce del chiamante che sarà così ascoltato nella lingua desiderata.
- Tocca recenti per chiamare: è una nuova impostazione che se disabilitata evita di far partire una chiamata per sbaglio quando si tocca un nome o un numero di telefono presente nella cronologia delle chiamate.
- Feedback aptico per le chiamate: feeback aptico che far percepire con una "vibrazione" quando dall'altra parte qualcuno risponde alla chiamata.
- Aggiungere suonerie: diventa semplice aggiungere al telefono le suonerie personalizzate da parte dell'utente.[5]
- Promemoria per Richiamare: dalle Chiamate recenti è ora possibile creare un Promemoria per ricordarsi di richiamare quel numero, fra 1 ora, stanotte, domani, più tardi.
- Cronologia completa delle chiamate per contatto: per ciascun contatto è ora possibile vedere la cronologia completa delle chiamate, che si estende su mesi e anni, anziché solo le ultime.

#### Messaggi
L'app Messaggi ora supporta degli sfondi personalizzati, sondaggi e l'indicatore di utenti in scrittura nelle chat di gruppo. È anche possibile selezionare e copiare parte del testo del messaggio, invece che tutto il messaggio.
- Antispam: i messaggi di spam provenienti da numeri sconosciuti vengono automaticamente riconosciuti e spostati in una lista separata.
- Traduzione dal vivo dei messaggi: si può attivare la traduzione automatica in tempo reale, per fare in modo che tutto ciò che viene scritto in una lingua venga inviato come messaggio scritto in un'altra lingua.

#### Games
Viene introdotta la nuova app Games appositamente dedicata all'acquisto e alla gestione dei videogiochi.

#### Fotocamera
Il layout della fotocamera è stato semplificato con due pulsanti "Foto" e "Video" inizialmente visibili, più grandi e posti in basso su una barra comandi che si espande se la si scorre col dito facendo vedere le altre modalità di scatto. Anche l'apertura dei vari menù risulta più intuitiva e immediata, ad esempio per far apparire il menù che contiene i controlli per il flash, timer, formato della foto, ecc. non è più necessario fare il gesto di scorrimento col dito dal basso verso l'altro nel bordo che sta sopra al pulsante della fotocamera, ma basta un tocco sul pulsante a forma di griglia posto in alto sulla barra strumenti.
- Suggerimento Pulizia Lenti: nuova Impostazione che permette di essere avvisati quando è ora di pulire le lenti della fotocamera.
- Controllo fotocamera migliorato: le voci dei controlli presenti nel menù laterale si possono riordinare, in modo da avere in prima posizione il controllo preferito.

#### Foto
La nuova barra dei comandi in basso velocizza il passaggio alla Libreria, Collezioni, Ricerca.
- Scena spaziale: è possibile applicare un effetto 3D a una foto in modo da far sembrare che i soggetti rappresentati escano dallo schermo quando si muove il telefono. Si tratta della stessa tecnologia di visionOS che è stata portata su iPhone.

#### Mappe
- Percorsi preferiti: l'app Mappe impara automaticamente i percorsi che si fanno ogni giorno, ad esempio quelli fra casa, scuola e lavoro, e avverte in anticipo se ci sono dei ritardi, senza che sia l'utente a dover fare questo controllo.
- Posti preferiti: è possibile memorizzare i posti preferiti che si visitano, come bar o parchi, così da ritrovarli subito.

#### Musica
- Pin di Canzoni e Album: si possono fissare canzoni o album preferiti in alto nella Libreria.
- Traduzione e Pronuncia dei testi dal vivo: consente di comprendere i testi delle canzoni in altre lingue e di cantarle anche se non si conosce la pronuncia.
- AutoMix: passa da una canzone all'altra usando tecniche di Time Stretching e Beat Matching per ottenere un mix perfetto.
- Cartelle di Playlist: è possibile creare cartelle in cui metterci delle playlist.
- Widget Live Radio: nuovo widget per la Home che consente di accedere direttamente a sei stazioni radio.
- Copertina Album a schermo intero: la copertina dell'album della canzone in riproduzione si estende a tutto schermo sull'intera schermata di blocco.

#### File
- Personalizzazione delle cartelle: si possono colorare le cartelle con diversi colori e assegnare anche un'icona personalizzata per riconoscerle meglio.
- Tipi di file per app: dall'app File è possibile assegnare velocemente l'app predefinita che deve aprire quel tipo di file.
- Usa file audio come suoneria: è ora possibile usare direttamente un file audio (MP3, M4A, ecc.) come suoneria senza dover ricorrere a GarageBand. Basta selezionare il file audio > Condividi > Usa come suoneria.

#### Safari
- È stato aggiunto un terzo stile "Compatto" (flottante) per le schede, oltre ai già esistenti "Barra pannelli" (in basso) e "Pannello singolo" (in alto).
- Aggiunto supporto delle immagini HDR e icone SVG.[6]

#### Orologio
Sveglie migliorate: è ora possibile impostare la durata dello "Snooze" per posticipare una sveglia. Si può scegliere un valore compreso fra 1 e 15 minuti. I pulsanti per arrestare o posticipare una sveglia appaiono sullo schermo con una dimensione gigante, in modo che siano più facili da premere durante il risveglio.

#### Promemoria
- È possibile aggiungere il controllo Promemoria al Centro di controllo, così da creare al volo un promemoria anche da lì.

#### Calcolatrice
- Note Matematiche migliorate: sono ora supportate le equazioni in tre variabili e grafici in 3D.

#### Password
- Cronologia password: permette di vedere la vecchia password prima che fosse cambiata, insieme alla data in cui era stata cambiata.
- Esportazione password: permette di esportare in maniera sicura le password, passkey e codici di verifica verso altre app gestori di password.

#### Podcast
- Migliora dialoghi: nuova opzione che consente di migliorare l'audio del podcast mettendo in risalto la voce al posto dei rumori e musica di sottofondo. Si trova nel menù che si apre per regolare la velocità del podcast.

#### Diario
Diari multipli: si possono creare più diari diversi, anziché uno soltanto.

#### Comandi Rapidi
- Azioni per l'AI: sono state aggiunte nuove azioni che consentono di creare comandi che usano le funzionalità di AI. I comandi che usano l'AI iniziano sempre con una prima azione che sceglie un modello o "motore" per l'AI da usare, che può essere di tipo Cloud (Private Cloud Compute), On-Device model o ChatGPT.

### Sicurezza e Privacy

#### Permessi sugli Accessori Cablati
Fra le impostazioni di sicurezza è presente un nuovo permesso che permette o nega l'uso degli accessori collegati al telefono tramite cavo quando il telefono è bloccato. Le opzioni che si possono scegliere sono: chiedi sempre, chiedi per i nuovi accessori, permetti automaticamente quando il telefono è sbloccato, permetti sempre.

#### Contatti Bloccati
Nuova sezione presente fra le impostazioni di sicurezza e privacy che raccoglie tutti i contatti bloccati nelle varie app, ad esempio tutti i numeri di telefono sconosciuti classificati automaticamente come spam.

#### Recovery Assistant
È un nuovo modo per recuperare il dispositivo se non si avvia normalmente. Può cercare problemi e tentare di risolverli se vengono trovati.

#### TLS con Sicurezza Quantistica
TLS 1.3 in iOS 26 utilizza uno scambio di chiavi basato sulla Sicurezza Quantistica ed è abilitato di default dato che è già stato adottato dai principali fornitori di servizi.

## Novità per gli sviluppatori
Con iOS 26, Apple introduce nuove API, framework e strumenti pensati per rendere più semplice lo sviluppo di app che sfruttano le nuove funzionalità del sistema e dell'hardware.

### Liquid Glass API
Viene resa disponibile una nuova API per applicare effetti di trasparenza dinamica e riflessi del tema Liquid Glass anche alle app di terze parti, garantendo coerenza estetica con il resto del sistema.

### ScreenshotKit
Nuovo framework che consente di catturare e annotare screenshot in formato HDR, integrare funzioni di evidenziazione e condivisione, e riconoscere elementi semantici nello screenshot tramite machine learning.

### Visual Intelligence SDK
API dedicate all'analisi di contenuti visivi direttamente nello schermo o in un'immagine (ad esempio evidenziare un oggetto e fare una ricerca), analoghe alle funzionalità offerte da Apple Intelligence.

### AccessibilityKit
Estensioni per la creazione di interfacce accessibili compatibili con il nuovo Lettore di Accessibilità, Braille Access e Head Tracking. Permette di testare e adattare le app per il controllo tramite movimenti del volto e della testa.

### Wi-Fi Aware & Nearby Interaction 2.0
API aggiornate per la scoperta e la comunicazione tra dispositivi vicini senza rete, sfruttando le nuove specifiche Wi‑Fi Aware e il chip UWB di ultima generazione.

### Adaptive Energy APIs
Permettono alle app di conoscere il profilo energetico attuale del dispositivo (standard, risparmio adattativo, risparmio estremo) e adattare il comportamento per preservare la batteria quando necessario.

### GameKit 4
Nuova versione di GameKit con supporto per controller migliorato, nuove API multiplayer più scalabili e strumenti per integrare le app con la nuova app Games.

### MusicKit & AudioKit aggiornati
Supportano il Live Lyrics Translation, l'AutoMix e il nuovo equalizzatore di sistema. Le app possono accedere in modo sicuro alle impostazioni di focus/comfort audio per persone con disabilità.

### Swift 6.0 & Xcode 26
iOS 26 richiede Xcode 26 per compilare app compatibili e porta con sé Swift 6.0 con miglioramenti alla concorrenza, performance e sintassi più espressiva.

### WebKit e Safari 26
Supporto a immagini HDR, icone SVG aggiornate, nuove API per PWA e un nuovo "Compact Tab Style" disponibile anche per le app WebView.

### Privacy & Security APIs
Strumenti per gestire i permessi per accessori cablati, interagire con il nuovo Recovery Assistant, e verificare se la connessione TLS utilizza lo scambio di chiavi con sicurezza quantistica.

### Simulator migliorato
Il simulatore in Xcode ora supporta l'emulazione dei nuovi effetti Liquid Glass e delle impostazioni avanzate di Always‑On Display, oltre a test per il controllo head‑tracking e Braille.

## Dispositivi supportati
È possibile installare iOS 26 nei seguenti dispositivi:
iPhone 16
- IPhone 16 / 16 Plus
- IPhone 16 Pro / 16 Pro Max
- IPhone 16e

iPhone 15
- IPhone 15 / 15 Plus
- iPhone 15 Pro / Pro Max

iPhone 14
- iPhone 14 / 14 Plus
- iPhone 14 Pro / Pro Max

iPhone 13
- iPhone 13 / 13 Mini
- iPhone 13 Pro / Pro Max

iPhone 12
- iPhone 12 / 12 Mini
- iPhone 12 Pro / Pro Max

iPhone 11
- iPhone 11
- iPhone 11 Pro / Pro Max

iPhone SE
- iPhone SE (3ª generazione)
- iPhone SE (2ª generazione)

(Le funzioni di Apple Intelligence richiedono iPhone 15 Pro o iPhone 16 o successivi)